# Списак џамија у Србији
На овој страници налази се списак значајних џамија на територији Републике Србије.
| Назив                                              | Фотографија | Адреса                                                                                                | Место                       | Округ                    | Период настанка | Категорија                            |
| -------------------------------------------------- | ----------- | --- | --------------------------- | ------------------------ | --- | ------------------------------------- |
| Бајракли џамија (Београд)                          |             | Господар Јевремова 11                                                                                 | Београд                     | Београд                  | око 1575. године | Културно добро од великог значаја     |
| Батал џамија до 1789. Ејнехан-бегова џамија        |             | налазила се на месту данашњег Дома Народне скупштине                                                  | Београд                     | Београд                  | 1585. године (срушена 1878. године) | -                                     |
| Дефтердарова џамија                                |             | налазила се на углу Обилићевог венца и Улице Вука Караџића.                                           | Београд                     | Београд                  | Између 1582. и 1660. (срушена 1878. године) | -                                     |
| Ибрахим бегова џамија                              |             | налазила се на углу Обилићевог венца и Кнез Михаилове улице (на месту некадашње робне куће ”Београд”. | Београд                     | Београд                  | Према познатом геологу и социологу између два светска рата Шемси Дервишевићу, ова џамија је била саграђена између 1572. г. и 1582. г. Исту помињу с краја XVII века водећи европски географи као што су Гумп и "Талијан". |                                       |
| Турбе џамија раније Џамија Хабил ефендије          |             | налазила се у блоку садашњих улица: Симине, Француске, Господар Јевремове и Доситејеве                | Београд                     | Београд                  | почетком 17. века | -                                     |
| Џамија Медина                                      |             | Ђуре Ђаковића 20                                                                                      | Бор                         | Борски округ             | 2013. година | -                                     |
| Нур џамија                                         |             | | Костолац                    | Браничевски округ        | | -                                     |
| Скендер-пашина џамија                              |             | Карађорђева 30                                                                                        | Нова Варош, Нова Варош      | Златиборски округ        | 1894. године |                                       |
| Џамија у Забрђу                                    |             | Забрђе бб                                                                                             | Забрђе, Прибој              | Златиборски округ        | 1990. године |                                       |
| Џамија у Забрњици                                  |             | Забрњица бб                                                                                           | Забрњица, Прибој            | Златиборски округ        | 1590. године |                                       |
| Нурија џамија у Калафатима                         |             | Калафати бб                                                                                           | Калафати, Прибој            | Златиборски округ        | пре Другог светског рата |                                       |
| Џамија у Пожегрмцу                                 |             | Пожегрмац бб                                                                                          | Пожегрмац, Прибој           | Златиборски округ        | 1865. године |                                       |
| Хасан-агина џамија                                 |             | 12. јануара 44                                                                                        | Прибој, Прибој              | Златиборски округ        | 1758. године |                                       |
| Џамија у Заостру                                   |             | Ритошићи бб                                                                                           | Ритошићи, Прибој            | Златиборски округ        | 2009. године |                                       |
| Џамија у Читлуку                                   |             | Читлучки пут 54                                                                                       | Читлук, Прибој              | Златиборски округ        | 1967. године |                                       |
| Малкан Чауш џамија                                 |             | Растка Пушице 6                                                                                       | Бродарево, Пријепоље        | Златиборски округ        | 1706. године |                                       |
| Џамија у Комарану                                  |             | Ђурово Брдо 45                                                                                        | Буковик, Пријепоље          | Златиборски округ        | 1870. године |                                       |
| Џамија Грачаница                                   |             | Бјелопољски пут 30                                                                                    | Грачаница, Пријепоље        | Златиборски округ        | |                                       |
| Месџид у Душманићима                               |             | Беле Воде 15                                                                                          | Душманићи, Пријепоље        | Златиборски округ        | 2003. године |                                       |
| Џамија у Завинограђу                               |             | Виноградска 27                                                                                        | Завинограђе, Пријепоље      | Златиборски округ        | 1900. године |                                       |
| Џамија у Залугу                                    |             | Крушичка 11                                                                                           | Залуг, Пријепоље            | Златиборски округ        | 2002-2003. године |                                       |
| Џамија у Караули                                   |             | Јадовничка 30                                                                                         | Караула, Пријепоље          | Златиборски округ        | 1997. године |                                       |
| Џамија Каћево                                      |             | Дундорски пут 32                                                                                      | Каћево, Пријепоље           | Златиборски округ        | пре Другог светског рата |                                       |
| Џамија у Великој Жупи                              |             | Козичко поље 62                                                                                       | Ковачевац, Пријепоље        | Златиборски округ        | 1990-1991. године |                                       |
| Султан-гази џамија Ивање                           |             | Ивањски пут 51                                                                                        | Кошевине, Пријепоље         | Златиборски округ        | 2018. године |                                       |
| Џамија Матаруге                                    |             | Матаруге                                                                                              | Матаруге, Пријепоље         | Златиборски округ        | 2024. године |                                       |
| Месџид Суходо                                      |             | Таковска 24                                                                                           | Мијоска, Пријепоље          | Златиборски округ        | 1996. године |                                       |
| Џамија Поток                                       |             | Херакуша 52                                                                                           | Поток, Пријепоље            | Златиборски округ        | 1995. године |                                       |
| Ибрахим-пашина џамија                              |             | Владимира Перића Валтера 187                                                                          | Пријепоље, Пријепоље        | Златиборски округ        | 1572. године |                                       |
| Велика Махмут-бегова џамија                        |             | Нијазије Мусабеговића 2                                                                               | Пријепоље, Пријепоље        | Златиборски округ        | 1895-1900. године |                                       |
| Синан-бегова џамија                                |             | Сајта Хашимбеговића 4                                                                                 | Пријепоље, Пријепоље        | Златиборски округ        | прва половина 18. века |                                       |
| Џамија у Лукама                                    |             | Сјеничка 23А                                                                                          | Ташево, Пријепоље           | Златиборски округ        | 2001-2004. године |                                       |
| Џамија у Ратајској                                 |             | Пут за Ратајску 59                                                                                    | Ратајска, Пријепоље         | Златиборски округ        | 1997. године |                                       |
| Хисарџик џамија                                    |             | Калдрма 34                                                                                            | Хисарџик, Пријепоље         | Златиборски округ        | 1664. године |                                       |
| Џамија Хрта                                        |             | Марина вода 6                                                                                         | Хрта, Пријепоље             | Златиборски округ        | 2023. године |                                       |
| Џамија у Сељашници                                 |             | Горњи Чаушевићи 1                                                                                     | Чаушевићи, Пријепоље        | Златиборски округ        | 1870. године |                                       |
| Џамија Медаре                                      |             | Куртанбрезина 20                                                                                      | Бреза, Сјеница              | Златиборски округ        | 1997. године |                                       |
| Бегова џамија-Џамија Горња Вапа                    |             | Гашанско-Гобељичка 42                                                                                 | Вапа, Сјеница               | Златиборски округ        | 1997-2002. године |                                       |
| Џамија у Врсјеницама                               |             | Пејовићка 4                                                                                           | Врсјенице, Сјеница          | Златиборски округ        | 2009. године |                                       |
| Шеџидска џамија                                    |             | Дужанска 22                                                                                           | Долиће, Сјеница             | Златиборски округ        | 1998. године |                                       |
| Џамија у Дражевићу                                 |             | Дражевићка 65                                                                                         | Дражевиће, Сјеница          | Златиборски округ        | 1989-1993. године |                                       |
| Џамија у Дубници                                   |             | Расима Муминовића 104                                                                                 | Дубница, Сјеница            | Златиборски округ        | 2002-2003. године |                                       |
| Џамија у Дугој Пољани                              |             | Селима еф. Јусуфовића 36                                                                              | Дуга Пољана, Сјеница        | Златиборски округ        | 1938. године |                                       |
| Исламски центар Дуга Пољана Капија Пештери (Едони) |             | Селима еф. Јусуфовића 5                                                                               | Дуга Пољана, Сјеница        | Златиборски округ        | у изградњи |                                       |
| Џамија Дујке                                       |             | Чоловска 25А                                                                                          | Дујке, Сјеница              | Златиборски округ        | 1989. године |                                       |
| Џамија у Дунушићу                                  |             | Бијековица 2                                                                                          | Дунишиће, Сјеница           | Златиборски округ        | 2007. године |                                       |
| Џамија у Жабрену                                   |             | Хасанова 13                                                                                           | Жабрен, Сјеница             | Златиборски округ        | 1974. године |                                       |
| Џамија Братство Кучевић                            |             | Кучевића 7                                                                                            | Жабрен, Сјеница             | Златиборски округ        | |                                       |
| Џамија у Житнићу                                   |             | Броњска 98                                                                                            | Житниће, Сјеница            | Златиборски округ        | 1987. године |                                       |
| Џамија у Камешници                                 |             | Горњомахалска 3                                                                                       | Камешница, Сјеница          | Златиборски округ        | 2001. године |                                       |
| Џамија у Карајукића Бунарима                       |             | Карајукићка 3                                                                                         | Карајукића Бунари, Сјеница  | Златиборски округ        | 2005. године |                                       |
| Џамија у Кладници                                  |             | Прашовска 2                                                                                           | Кладница, Сјеница           | Златиборски округ        | 1839. године |                                       |
| Џамија у Крћу                                      |             | Елезевска 5                                                                                           | Крће, Сјеница               | Златиборски округ        | 1988. године |                                       |
| Џамија у Међугору                                  |             | Дуљевска 27                                                                                           | Међугор, Сјеница            | Златиборски округ        | |                                       |
| Џамија Папиће                                      |             | Бахтов сокак 68                                                                                       | Папиће, Сјеница             | Златиборски округ        | |                                       |
| Феџр џамија                                        |             | Гилићка 2                                                                                             | Раждагиња, Сјеница          | Златиборски округ        | 1989-1995. године |                                       |
| Џамија у Расну                                     |             | Раса 32                                                                                               | Расно, Сјеница              | Златиборски округ        | 1929. године |                                       |
| Џамија у Рашковићу                                 |             | Сејдовска 3                                                                                           | Рашковиће, Сјеница          | Златиборски округ        | 2006. године |                                       |
| Џамија Ебу Ханифе                                  |             | Пештерска 101                                                                                         | Сјеница, Сјеница            | Златиборски округ        | |                                       |
| Нур џамија                                         |             | Муфтије Шемсикадића 9                                                                                 | Сјеница, Сјеница            | Златиборски округ        | 1996-2003. године |                                       |
| Сабур џамија                                       |             | Сафвет-бега Башагића 2                                                                                | Сјеница, Сјеница            | Златиборски округ        | 2008. године |                                       |
| Џамија Пертевнихал Валиде султан                   |             | Мака Диздара 1                                                                                        | Сјеница                     | Златиборски округ        | 1870. године | -                                     |
| Мустај-пашина џамија (Ћатовића џамија)             |             | Мустај-бега Чавића 43                                                                                 | Сјеница, Сјеница            | Златиборски округ        | 1833-1834. године |                                       |
| Мусафир џамија                                     |             | Пријепољска 71                                                                                        | Сјеница, Сјеница            | Златиборски округ        | |                                       |
| Џамија Алије Изетбеговића (Мухаџерска џамија)      |             | Мухаџерска 1                                                                                          | Сјеница, Сјеница            | Златиборски округ        | 2005. године |                                       |
| Џамија Ебу Талиб                                   |             | Авда Међедовића бб                                                                                    | Сјеница, Сјеница            | Златиборски округ        | |                                       |
| Џамија у Сугубинама                                |             | Куртовића 5                                                                                           | Сугубине, Сјеница           | Златиборски округ        | 2001. године |                                       |
| Џамија у Тријебинама (Каришика махала)             |             | Куманичка 69                                                                                          | Тријебине, Сјеница          | Златиборски округ        | 2009. године |                                       |
| Џамија у Тузињу                                    |             | Куртановска 45                                                                                        | Тузиње, Сјеница             | Златиборски округ        | 2024. године |                                       |
| Аскерли џамија                                     |             | Угљанска 45                                                                                           | Угао, Сјеница               | Златиборски округ        | 1704. године |                                       |
| Џамија Урсуле                                      |             | Урсуљанска 88                                                                                         | Урсуле, Сјеница             | Златиборски округ        | 2005. године |                                       |
| Џамија Фијуљ                                       |             | Пешковска 40А                                                                                         | Фијуљ, Сјеница              | Златиборски округ        | |                                       |
| Џамија у Цетановићу                                |             | Раса 73А                                                                                              | Цетановиће, Сјеница         | Златиборски округ        | 1988-1989. године |                                       |
| Џамија у Шару                                      |             | Шаранска 36                                                                                           | Шаре, Сјеница               | Златиборски округ        | 1999-2000. године |                                       |
| Синан пашина џамија                                |             | Трепчино насеље бб                                                                                    | Качаник                     | Косовски управни округ   | 1594. године | Споменик културе                      |
| Царска џамија или Џамија султана Мехмеда Фатиха    |             | Ibrahim Lutfiu                                                                                        | Приштина                    | Косовски округ           | 1460. године | Културно добро од изузетног значаја   |
| Гази Али-бегова џамија                             |             | - | Вучитрн                     | Косовскомитровачки округ | средина 15. века | -                                     |
| Џамија у Малом Зворнику                            |             | | Мали Зворник                | Мачвански округ          | Саграђена 1969, а обновљена 2018. године. | -                                     |
| Хадум џамија                                       |             | Ismail Qemajli, Велика Чаршија                                                                        | Ђаковица                    | Пећки управни округ      | 1585. године | Споменик културе од изузетног значаја |
| Бали-бегова џамија                                 |             | Нишка тврђава                                                                                         | Ниш                         | Нишавски управни округ   | 1521. године | Културно добро од великог значаја     |
| Ислам-агина џамија или Хадровић џамија             |             | Генерала Милојка Лешјанина                                                                            | Ниш                         | Нишавски управни округ   | 1870. године | -                                     |
| Хасан-бегова џамија                                |             | Шуматовачка                                                                                           | Ниш                         | Нишавски управни округ   | 1737. године | -                                     |
| Џамија у Бајевици друга                            |             | Бајевица 71                                                                                           | Бајевица, Нови Пазар        | Рашки округ              | 2008. године |                                       |
| Нова џамија у Бајевици                             |             | Бајевица бб                                                                                           | Бајевица, Нови Пазар        | Рашки округ              | 2010. године |                                       |
| Џамија у Бањи                                      |             | Новопазараска бања бб                                                                                 | Бања, Нови Пазар            | Рашки округ              | 1996-1997. године |                                       |
| Џамија у Белим Водама                              |             | Беле Воде 103                                                                                         | Беле Воде, Нови Пазар       | Рашки округ              | 1991. године |                                       |
| Џамија Буче                                        |             | Горње Буче бб                                                                                         | Беле Воде, Нови Пазар       | Рашки округ              | |                                       |
| Џамија Хабиб-ага Црновршанин (Џамија Дежева)       |             | Ботуровина 40                                                                                         | Ботуровина, Нови Пазар      | Рашки округ              | 2013. године |                                       |
| Џамија Накона                                      |             | Брђани бб                                                                                             | Брђани, Нови Пазар          | Рашки округ              | |                                       |
| Нова џамија Варево                                 |             | Херцеговачка 279                                                                                      | Варево, Нови Пазар          | Рашки округ              | |                                       |
| Џамија Варево                                      |             | Варево 158                                                                                            | Варево, Нови Пазар          | Рашки округ              | 1997. године |                                       |
| Џамија Дојевиће                                    |             | Дубровачка 251                                                                                        | Иванча, Нови Пазар          | Рашки округ              | |                                       |
| Џамија Иванча                                      |             | Иванча 60                                                                                             | Иванча, Нови Пазар          | Рашки округ              | 1994. године |                                       |
| Џамија Дојевиће                                    |             | Дубровачка 251                                                                                        | Иванча, Нови Пазар          | Рашки округ              | 2013-2015. године |                                       |
| Џамија у Пљевљанима                                |             | Руђера Бошковића 431                                                                                  | Избице, Нови Пазар          | Рашки округ              | 1997. године |                                       |
| Месџид Комиње                                      |             | Кожље 77                                                                                              | Кожље, Нови Пазар           | Рашки округ              | 1999-2000. године |                                       |
| Џамија у Кожље                                     |             | Кожље 112                                                                                             | Кожље, Нови Пазар           | Рашки округ              | 1995-1997. године |                                       |
| Џамија у Јуковачи                                  |             | Крушево 61                                                                                            | Крушево, Нови Пазар         | Рашки округ              | 1993. године |                                       |
| Џамија у Крушеву                                   |             | Крушево 120                                                                                           | Крушево, Нови Пазар         | Рашки округ              | 1987-1990. године |                                       |
| Џамија Брежђе                                      |             | Леча бб                                                                                               | Леча, Нови Пазар            | Рашки округ              | |                                       |
| Џамија у Цвијетњу                                  |             | Осоје 74                                                                                              | Леча, Нови Пазар            | Рашки округ              | 2002. године |                                       |
| Џамија Врбасиће                                    |             | Лукаре 103                                                                                            | Лукаре, Нови Пазар          | Рашки округ              | 1980. године |                                       |
| Џамија Мало Лукаре                                 |             | Лукаре 152                                                                                            | Лукаре, Нови Пазар          | Рашки округ              | 1984. године |                                       |
| Џамија Лукаре                                      |             | Лукарско Гошево 9                                                                                     | Лукарско Гошево, Нови Пазар | Рашки округ              | |                                       |
| Џамија Лукарско Гошево                             |             | Лукарско Гошево 233                                                                                   | Лукарско Гошево, Нови Пазар | Рашки округ              | |                                       |
| Месџид Горње Гошево                                |             | Лукарско Гошево 176                                                                                   | Лукарско Гошево, Нови Пазар | Рашки округ              | 1985. године |                                       |
| Џамија Јелачиће                                    |             | Лукарско Гошево 216                                                                                   | Лукарско Гошево, Нови Пазар | Рашки округ              | |                                       |
| Џамија Лукоцрево                                   |             | Лукоцрево бб                                                                                          | Лукоцрево, Нови Пазар       | Рашки округ              | |                                       |
| Џамија у Горњем Шутеновцу                          |             | Златиборска 47                                                                                        | Мур, Нови Пазар             | Рашки округ              | 2009-2011. године |                                       |
| Џамија у Шутеновцу                                 |             | Војковачка 47А                                                                                        | Мур, Нови Пазар             | Рашки округ              | 1996-1998. године |                                       |
| Шехид Абдул-Азиз џамија                            |             | Мур 437                                                                                               | Мур, Нови Пазар             | Рашки округ              | 1994-1996. године |                                       |
| Џамија у Загуљачи                                  |             | Мур 964А                                                                                              | Мур, Нови Пазар             | Рашки округ              | |                                       |
| Џамија Мурско брдо                                 |             | Мур бб                                                                                                | Мур, Нови Пазар             | Рашки округ              | 2023. године |                                       |
| Џамија Мухово                                      |             | Мухово бб                                                                                             | Мухово, Нови Пазар          | Рашки округ              | |                                       |
| Алтун-алем џамија                                  |             | Југовића 2                                                                                            | Нови Пазар                  | Рашки округ              | 1516-1528. године | Културно добро од великог значаја     |
| Арап џамија или Хасан Челеби џамија                |             | 7. јула 4                                                                                             | Нови Пазар                  | Рашки округ              | 1528. године | -                                     |
| Ахмед-бегова Силахдар или Лејлек џамија            |             | Мања Ћоровића 2                                                                                       | Нови Пазар                  | Рашки округ              | XV-XVI век | -                                     |
| Искендер челебијина или Мелајска џамија            |             | Рифата Бурџевића 48                                                                                   | Нови Пазар                  | Рашки округ              | 1528. године | -                                     |
| Курт-Челебијина џамија                             |             | Својбор 4                                                                                             | Нови Пазар                  | Рашки округ              | 1837. godine | -                                     |
| Хаџи Мехова џамија                                 |             | Иве Андрића 178А                                                                                      | Нови Пазар                  | Рашки округ              | 2007. године | -                                     |
| Хаџи Хуремова џамија или Бор џамија                |             | Крагујевачка 10                                                                                       | Нови Пазар                  | Рашки округ              | 1561. године | -                                     |
| Џамија Ћеремиџиница                                |             | Нурије Поздерца 228                                                                                   | Нови Пазар, Нови Пазар      | Рашки округ              | |                                       |
| Хаџи Кадина џамија (Пашино гувно)                  |             | Саве Ковачевића 186А                                                                                  | Нови Пазар, Нови Пазар      | Рашки округ              | 2004-2009. године |                                       |
| Џамија Хаџи Халит и Хаџи Зекија Гаши               |             | Својбор 111Б                                                                                          | Нови Пазар, Нови Пазар      | Рашки округ              | |                                       |
| Џамија на Јалији                                   |             | Јалија 69                                                                                             | Нови Пазар, Нови Пазар      | Рашки округ              | |                                       |
| Колерина џамија у Потоку                           |             | Ђурђеви ступови 47А                                                                                   | Нови Пазар, Нови Пазар      | Рашки округ              | 1910-1911. године |                                       |
| Паланка џамија                                     |             | Сопоћанска 32А                                                                                        | Нови Пазар, Нови Пазар      | Рашки округ              | 1623-1640. године |                                       |
| Чалап Верди џамија (Хаџи Кадријина)                |             | Шабана Коче 46                                                                                        | Нови Пазар, Нови Пазар      | Рашки округ              | 1540. године |                                       |
| Стамбол џамија                                     |             | Трнавска 1                                                                                            | Нови Пазар, Нови Пазар      | Рашки округ              | 2008-2011. године |                                       |
| Хајрудин џамија (Џамија Парице) (Качапорска)       |             | Сарајевска 1                                                                                          | Нови Пазар, Нови Пазар      | Рашки округ              | 1528. године |                                       |
| Џамија у Салаковцу прва (Доњи Селаковац)           |             | Др. Ејупа Мушовића 80                                                                                 | Нови Пазар, Нови Пазар      | Рашки округ              | 1998-2003. године |                                       |
| Џамија у Паралову                                  |             | Иве Андрића 214                                                                                       | Нови Пазар, Нови Пазар      | Рашки округ              | 2004. године |                                       |
| Ханефи џамија                                      |             | Прибојска 131А                                                                                        | Нови Пазар, Нови Пазар      | Рашки округ              | |                                       |
| Колерина џамија у Лугу (Шарова џамија)             |             | Рас 18                                                                                                | Нови Пазар, Нови Пазар      | Рашки округ              | 1911. године |                                       |
| Еснафска џамија                                    |             | Херцеговачка 179                                                                                      | Нови Пазар, Нови Пазар      | Рашки округ              | |                                       |
| Никшићка џамија (Мухаџер)                          |             | Бродаревска 5                                                                                         | Нови Пазар, Нови Пазар      | Рашки округ              | 1878. године |                                       |
| Табак Исхак џамија (Шароњска)                      |             | Цетињска 1                                                                                            | Нови Пазар, Нови Пазар      | Рашки округ              | 1468. године |                                       |
| Ахмед војводе џамија                               |             | Први мај 93                                                                                           | Нови Пазар, Нови Пазар      | Рашки округ              | 1516. године |                                       |
| Џамија Берат                                       |             | Емина Реџепагића 57Б                                                                                  | Нови Пазар, Нови Пазар      | Рашки округ              | 1999-2000. године |                                       |
| Ел џинан џамија                                    |             | Палих бораца 78                                                                                       | Нови Пазар, Нови Пазар      | Рашки округ              | 2013-2013. године |                                       |
| Хаџи Шућова и Хаџи Емирина џамија                  |             | Генерала Живковића 226                                                                                | Нови Пазар, Нови Пазар      | Рашки округ              | |                                       |
| Хаџи Шефкова џамија                                |             | Треће санџачке пролетерске бригаде 75                                                                 | Нови Пазар, Нови Пазар      | Рашки округ              | 1985-1987. године |                                       |
| Ферхадија џамија (Јермишка)(Требињска)             |             | Херцеговачка 50                                                                                       | Нови Пазар, Нови Пазар      | Рашки округ              | 1540. године |                                       |
| Мула Ибишева џамија (Куру чешме)                   |             | Херцеговачка 2                                                                                        | Нови Пазар, Нови Пазар      | Рашки округ              | непознато |                                       |
| Гази Синан Бегова џамија ( Нова џамија)            |             | Хилма Рожајца 2                                                                                       | Нови Пазар, Нови Пазар      | Рашки округ              | 1528. године |                                       |
| Џамија исламског центра Газилар                    |             | Руђера Бошковића 84А                                                                                  | Нови Пазар, Нови Пазар      | Рашки округ              | |                                       |
| Хаџи Шемсова џамија                                |             | Осоје 48                                                                                              | Осоје, Нови Пазар           | Рашки округ              | |                                       |
| Бијела џамија                                      |             | Паралово бб                                                                                           | Паралово, Нови Пазар        | Рашки округ              | |                                       |
| Нур џамија                                         |             | Мур 48                                                                                                | Паралово, Нови Пазар        | Рашки округ              | |                                       |
| Џамија у Побрђу                                    |             | Побрђе 83                                                                                             | Побрђе, Нови Пазар          | Рашки округ              | 2010-2011. године |                                       |
| Џамија у Селаковцу-друга (Јусуф поток)             |             | 412 улица 18А                                                                                         | Побрђе, Нови Пазар          | Рашки округ              | 1982. године |                                       |
| Џамија у Селаковцу-трећа (Горњи Селаковац)         |             | 422 улица 2А                                                                                          | Побрђе, Нови Пазар          | Рашки округ              | 2010. године |                                       |
| Џамија у Вражогрнцима                              |             | Вражогрнци бб                                                                                         | Постење, Нови Пазар         | Рашки округ              | |                                       |
| Џамија Рајчиновиће                                 |             | Рајчиновиће 179                                                                                       | Рајчиновиће, Нови Пазар     | Рашки округ              | 2004. године |                                       |
| Џамија у Доњем Себечеву                            |             | Себечево 78                                                                                           | Себечево, Нови Пазар        | Рашки округ              | 1982. године |                                       |
| Џамија у Покрвенику                                |             | Горње Себечево бб                                                                                     | Себечево, Нови Пазар        | Рашки округ              | |                                       |
| Џамија Рогиње                                      |             | Себечево бб                                                                                           | Себечево, Нови Пазар        | Рашки округ              | |                                       |
| Џамија Јасеновик                                   |             | Јасеновик бб                                                                                          | Ситниче, Нови Пазар         | Рашки округ              | |                                       |
| Џамија у Пожеги                                    |             | Ситниче 108                                                                                           | Ситниче, Нови Пазар         | Рашки округ              | 1868-1870. године |                                       |
| Џамија Црноча                                      |             | Црноче бб                                                                                             | Слатина, Нови Пазар         | Рашки округ              | |                                       |
| Џамија Трнава                                      |             | Трнава 275                                                                                            | Трнава, Нови Пазар          | Рашки округ              | 1991-1993. године |                                       |
| Мираџ џамија                                       |             | Трнава 94                                                                                             | Трнава, Нови Пазар          | Рашки округ              | |                                       |
| Џамија Чашић Долац                                 |             | Чашић Долац бб                                                                                        | Чашић Долац, Нови Пазар     | Рашки округ              | |                                       |
| Џамија у Батрагама                                 |             | Батраге бб                                                                                            | Батраге, Тутин              | Рашки округ              | 1997. године |                                       |
| Џамија у Баћици                                    |             | Баћица бб                                                                                             | Баћица, Тутин               | Рашки округ              | 1978. године |                                       |
| Џамија у Бороштици                                 |             | Бороштица бб                                                                                          | Бороштица, Тутин            | Рашки округ              | 2003. године |                                       |
| Џамија Браћак                                      |             | Браћак бб                                                                                             | Браћак, Тутин               | Рашки округ              | |                                       |
| Џамија Веље Поље                                   |             | Веље Поље бб                                                                                          | Веље Поље, Тутин            | Рашки округ              | |                                       |
| Џамија у Весенићу                                  |             | Весениће бб                                                                                           | Весениће, Тутин             | Рашки округ              | 1928. године |                                       |
| Џамија у Врби                                      |             | Врба бб                                                                                               | Врба, Тутин                 | Рашки округ              | 2000. године |                                       |
| Џамија у Глоговику                                 |             | Глоговик бб                                                                                           | Глоговик, Тутин             | Рашки округ              | 1994. године |                                       |
| Џамија у Глухавици                                 |             | Глухавица бб                                                                                          | Глухавица, Тутин            | Рашки округ              | 1996. године |                                       |
| Џамија Годово                                      |             | Годово бб                                                                                             | Годово, Тутин               | Рашки округ              | 2015. године |                                       |
| Џамија у Доњем Црнишу                              |             | Доњи Црниш бб                                                                                         | Горњи Црниш, Тутин          | Рашки округ              | 1995. године |                                       |
| Џамија Градац                                      |             | Градац бб                                                                                             | Градац, Тутин               | Рашки округ              | 1764. године |                                       |
| Џамија Гурдијеље                                   |             | Гурдијеље бб                                                                                          | Гурдијеље, Тутин            | Рашки округ              | |                                       |
| Џамија у Делимеђу стара                            |             | Делимеђе бб                                                                                           | Делимеђе, Тутин             | Рашки округ              | 1976. године |                                       |
| Исламски центар Делимеђе                           |             | Делимеђе бб                                                                                           | Делимеђе, Тутин             | Рашки округ              | 2000-2011. године |                                       |
| Џамија у Детанама                                  |             | Детане бб                                                                                             | Детане, Тутин               | Рашки округ              | 2010-2011. године |                                       |
| Џамија у Добром Дубу                               |             | Добри Дуб бб                                                                                          | Добри Дуб, Тутин            | Рашки округ              | 1890. године |                                       |
| Џамија у Долову                                    |             | Долово бб                                                                                             | Долово, Тутин               | Рашки округ              | 1987. године |                                       |
| Џамија Али-паше Пепића                             |             | Драга бб                                                                                              | Драга, Тутин                | Рашки округ              | 1750. године |                                       |
| Нур џамија                                         |             | Дубово 258                                                                                            | Дубово, Тутин               | Рашки округ              | 1996-2000. године |                                       |
| Џамија у Ђерекарима                                |             | Ђерекаре бб                                                                                           | Ђерекаре, Тутин             | Рашки округ              | 1808. године |                                       |
| Џамија Жирче                                       |             | Жирче бб                                                                                              | Жирче, Тутин                | Рашки округ              | 1936. године |                                       |
| Џамија у Жупи                                      |             | Жупа бб                                                                                               | Жупа, Тутин                 | Рашки округ              | 1994. године |                                       |
| Џамија у Жучу                                      |             | Жуче бб                                                                                               | Жуче, Тутин                 | Рашки округ              | 1992. године |                                       |
| Џамија у Мојстиру                                  |             | Западни Мојстир бб                                                                                    | Западни Мојстир, Тутин      | Рашки округ              | 1969. године |                                       |
| Џамија у Језгровићу                                |             | Језгровиће бб                                                                                         | Језгровиће, Тутин           | Рашки округ              | |                                       |
| Џамија у Јелићу                                    |             | Јелиће бб                                                                                             | Јелиће, Тутин               | Рашки округ              | 1982. године |                                       |
| Џамија у Коваче                                    |             | Ковачи бб                                                                                             | Ковачи, Тутин               | Рашки округ              | 2004. године |                                       |
| Џамија у Коничу                                    |             | Кониче бб                                                                                             | Кониче, Тутин               | Рашки округ              | 1981. године |                                       |
| Џамија у Љескови                                   |             | Лескова бб                                                                                            | Лескова, Тутин              | Рашки округ              | 1991. године |                                       |
| Џамија Липице                                      |             | Липица бб                                                                                             | Липица, Тутин               | Рашки округ              | 2019. године |                                       |
| Џамија у Лукавици                                  |             | Лукавица бб                                                                                           | Лукавица, Тутин             | Рашки округ              | 2021. године |                                       |
| Џамија у Мелајама                                  |             | Мелаје бб                                                                                             | Мелаје, Тутин               | Рашки округ              | 1806. године |                                       |
| Мухарем џамија                                     |             | Митрова 124                                                                                           | Митрова, Тутин              | Рашки округ              | 2009-2011. године |                                       |
| Фирдеус џамија                                     |             | Улица пет 14                                                                                          | Митрова, Тутин              | Рашки округ              | 2021. године |                                       |
| Џамија у Моранима (Џамија Шкријеље)                |             | Морани бб                                                                                             | Морани, Тутин               | Рашки округ              | 1829. године |                                       |
| Џамија у Набојама                                  |             | Набоје бб                                                                                             | Набоје, Тутин               | Рашки округ              | 1998. године |                                       |
| Исламски центар Рибариће                           |             | Ораше бб                                                                                              | Ораше, Тутин                | Рашки округ              | |                                       |
| Џамија у Орашу                                     |             | Ораше бб                                                                                              | Ораше, Тутин                | Рашки округ              | 1928. године |                                       |
| Џамија у Орљу                                      |             | Орље бб                                                                                               | Орље, Тутин                 | Рашки округ              | 1928. године |                                       |
| Џамија у Горњем Паљеву                             |             | Горње Паљево бб                                                                                       | Паљево, Тутин               | Рашки округ              | 1981. године |                                       |
| Џамија у Доњем Паљеву                              |             | Доње Паљево бб                                                                                        | Паљево, Тутин               | Рашки округ              | 1994. године |                                       |
| Џамија Пленибабе                                   |             | Пленибабе бб                                                                                          | Пленибабе, Тутин            | Рашки округ              | |                                       |
| Џамија Попиће                                      |             | Попиће бб                                                                                             | Попиће, Тутин               | Рашки округ              | |                                       |
| Џамија у Пружњу                                    |             | Пружањ бб                                                                                             | Пружањ, Тутин               | Рашки округ              | 1993. године |                                       |
| Џамија Радуховце                                   |             | Радуховце бб                                                                                          | Радуховце, Тутин            | Рашки округ              | 1740. године |                                       |
| Џамија у Рамошеву                                  |             | Рамошево бб                                                                                           | Рамошево, Тутин             | Рашки округ              | |                                       |
| Џамија у Рибарићу                                  |             | Рибариће бб                                                                                           | Рибариће, Тутин             | Рашки округ              | 1982. године |                                       |
| Џамија на Преслу                                   |             | Пресло бб                                                                                             | Рибариће, Тутин             | Рашки округ              | 1997. године |                                       |
| Џамија Смолућа                                     |             | Смолућа бб                                                                                            | Смолућа, Тутин              | Рашки округ              | 2002. године |                                       |
| Џамија у Сухом Долу                                |             | Суви До бб                                                                                            | Суви До, Тутин              | Рашки округ              | 1990. године |                                       |
| Џамија Бедр                                        |             | Раково Поље 2                                                                                         | Тутин, Тутин                | Рашки округ              | |                                       |
| Џамија Валидејн                                    |             | Бранка Радичевића 27                                                                                  | Тутин, Тутин                | Рашки округ              | 2018. године |                                       |
| Џамија у Клечу                                     |             | Титоградска 37                                                                                        | Тутин, Тутин                | Рашки округ              | 1993. године |                                       |
| Нова џамија Клече                                  |             | Годовски пут 3                                                                                        | Тутин, Тутин                | Рашки округ              | 2023. године |                                       |
| Централна џамија Тутин                             |             | Суља Хамзагића 1                                                                                      | Тутин, Тутин                | Рашки округ              | 1825. године |                                       |
| Султан Фатих џамија (Џамија Цикиљевац)             |             | Светозара Марковића 1                                                                                 | Тутин, Тутин                | Рашки округ              | 2003. године |                                       |
| Мираџ џамија                                       |             | Меше Селимовића 54                                                                                    | Тутин, Тутин                | Рашки округ              | 1996. године |                                       |
| Џамија у Чаровини                                  |             | Чаровина бб                                                                                           | Чаровина, Тутин             | Рашки округ              | 1995. године |                                       |
| Џамија у Чмањцима                                  |             | Чмањке бб                                                                                             | Чмањке, Тутин               | Рашки округ              | пре Другог светског рата |                                       |
| Џамија Иљаз ефендије Тртовца                       |             | Шароње бб                                                                                             | Шароње, Тутин               | Рашки округ              | 1974. године |                                       |
| Џамија у Шпиљанима                                 |             | Шпиљани бб                                                                                            | Шпиљани, Тутин              | Рашки округ              | 1994. године |                                       |
| Хадум џамија                                       |             | Ismail Qemajli, Велика Чаршија                                                                        | Ђаковица                    | Пећки управни округ      | 1585. године | Споменик културе од изузетног значаја |
| Бајракли џамија (Пећ)                              |             | Bajram Curri                                                                                          | Пећ                         | Пећки округ              | друга половина XV века | Културно добро од изузетног значаја   |
| Дефтердар џамија                                   |             | - | Пећ                         | Пећки управни округ      | друга половина XVII века | -                                     |
| Хамам џамија                                       |             | Загребачка улица бр. 21                                                                               | Пећ                         | Пећки управни округ      | XVI век | -                                     |
| Џамија Зејд ибен Тхабит                            |             | Прешевски пут                                                                                         | Прешево                     | Пчињски округ            | 2005. године | -                                     |
| Атик џамија или Џамија Ибрахим паше                |             | Улица Маршала Тита                                                                                    | Прешево                     | Пчињски округ            | Изграђена 1678, обновљена 1804. | -                                     |
| Централна џамија или Абу Бекр ел Сидик             |             | Улица Миђенија, Лапинце                                                                               | Прешево                     | Пчињски округ            | 2004. године | -                                     |
| Синан-пашина џамија                                |             | Mimar Sinani                                                                                          | Призрен                     | Призренски округ         | 1615. године | Културно добро од изузетног значаја   |
| Кирик џамија или Намазџа                           |             | De Rada (магистрални пут Призрен-Ђаковица)                                                            | Призрен                     | Призренски округ         | око 1455. године | -                                     |
| Мудериз Али-ефендијина џамија                      |             | Papa Gjon Pali i IItë                                                                                 | Призрен                     | Призренски округ         | 1581. године | -                                     |
| Мухаџир џамија                                     |             | Карађорђев пут                                                                                        | Суботица                    | Севернобачки округ       | 24. августа 2008. године | -                                     |